# Opsterlandse Compagnonsvaart
De Opsterlandse Compagnonsvaart (officieel, Fries: Opsterlânske Kompanjonsfeart) is een kanaal tussen de Nieuwe Vaart bij Gorredijk en de Drentse Hoofdvaart bij Smilde en maakt deel uit van de Turfroute. De lengte van het kanaal is 34 kilometer.

## Geschiedenis
Ten behoeve van veenontginning en het vervoer van turf begon men in 1630 bij Gorredijk het kanaal te graven en na 200 jaar was het eindpunt bereikt. Het Stellingwerfse gebied kreeg door de turfwinning een economische impuls en er ontstonden vervenersdorpen met nering en nijverheid, zoals Appelscha aan de Vaart, Ravenswoud en Haulerwijk. Veel Friestalige veenarbeiders bevolkten de nieuwe negorijen. 
Vanuit Gorredijk (gemeente Opsterland) loopt het kanaal langs een aantal buurtschappen en dorpen: Haneburen, Vosseburen, Hemrikerverlaat, Wijnjeterpverlaat, Klein Groningen (hier maakt de vaart een rechte hoek en begint de gemeente Ooststellingwerf), Moskou, Donkerbroek, Oosterwolde, Appelscha en eindigt in Smilde.
In 1974 waren er plannen om de vaart te dempen. Pater van Ulden nam het initiatief om tegen de demping te protesteren, wat uiteindelijk gelukt is. In het centrum van Gorredijk is een draaibrug naar hem vernoemd. Naar aanleiding van deze actie werd de Stichting De Nije Kompanjons opgericht met als doel het in stand houden van de Opsterlandse Compagnonsvaart.

## Flora en Fauna
Tussen Donkerbroek en Wijnjewoude broeden jaarlijks zwanen en futen. Gebiedsvreemde flora verstikt soms de watertoevoer. Gedumpte waterschildpadden hebben er een eigen populatie.

## Recreatie
De Opsterlandse Compagnonsvaart heeft haar functie voor de beroepsvaart reeds lang verloren. Daarvoor in de plaats is de pleziervaart gekomen. Per jaar passeren ongeveer 1500 boten de vaart. De vaart is geschikt voor vaartuigen met een maximale diepgang van 1,10 meter. Door vaste bruggen in het traject is de maximale hoogte 3,70 meter.

## Sluizen
Tussen Gorredijk en Appelscha liggen negen sluizen in de vaart. Dit komt doordat Appelscha ongeveer 12 meter hoger ligt dan Gorredijk. Alle sluizen worden met de hand bediend. In Gorredijk, Oosterwolde en Appelscha worden de kleine bruggetjes ook met de hand bediend. De meeste grote bruggen zijn elektrisch, hoewel een enkele met de hand gedraaid wordt.
De volgende sluizen liggen in de Opsterlandse Compagnonsvaart (stroomafwaarts vanaf Appelscha): Damsluis, Bovenstverlaat, Stokersverlaat, Fochteloërverlaat, Nanningaverlaat, Wijnjeterpverlaat, Hemrikerverlaat, Vosseburenverlaat en Sluis Gorredijk. Het afwatersluisje bij Donkerbroek wordt hierbij niet meegeteld.
In de Opsterlandse Compagnonsvaart zijn geen voorzieningen om het water op te kunnen pompen. Al het water dat door de vaart stroomt is afkomstig uit het gebied zelf. Bij zeer lage waterstanden kan er extra water ingelaten worden vanaf de Drentse Hoofdvaart.

## Verbinding met de Tjonger: het oude Lochtenrek
Tussen Donkerbroek en Oosterwolde gaat de Tjonger onder de Opsterlandse Compagnonsvaart door middel van een onderleider, om te voorkomen dat in de Tjonger water van de Opsterlandse Compagnonsvaart komt. Via Sluis III is er toegang tot de Tjonger. Richting Makkinga ligt het archeologische monument Lochtenrek, de naamgever voor de N381 brug over de Tjonger.
Damsluis · 
Bovenstverlaat · 
Stokersverlaat · 
Fochteloërverlaat · 
Nanningaverlaat · 
Wijnjeterpverlaat · 
Hemrikerverlaat ·
Vosseburenverlaat · 
Gorredijk